# Związek gmin Kirchspielslandgemeinden Eider
Związek gmin Kirchspielslandgemeinden Eider (niem. Amt Kirchspielslandgemeinden Eider) – związek gmin w Niemczech w kraju związkowym Szlezwik-Holsztyn, w powiecie Dithmarschen. Siedziba związku gmin znajduje się w miejscowości Hennstedt.
W skład związku gmin wchodzą 34 gminy:
| 1. Barkenholm 2. Bergewöhrden 3. Dellstedt 4. Delve 5. Dörpling 6. Fedderingen 7. Gaushorn 8. Glüsing 9. Groven 10. Hemme 11. Hennstedt 12. Hollingstedt 13. Hövede 14. Karolinenkoog 15. Kleve 16. Krempel 17. Lehe | 1. Linden 2. Lunden 3. Norderheistedt 4. Pahlen 5. Rehm-Flehde-Bargen 6. Sankt Annen 7. Schalkholz 8. Schlichting 9. Süderdorf 10. Süderheistedt 11. Tellingstedt 12. Tielenhemme 13. Wallen 14. Welmbüttel 15. Westerborstel 16. Wiemerstedt 17. Wrohm |